# Finne
Finne è un comune di 1 149 abitanti della Sassonia-Anhalt, in Germania.

Appartiene al circondario del Burgenland (targa BLK) ed è parte della comunità amministrativa (Verbandsgemeinde) An der Finne.

## Storia
Il comune venne formato il 1º luglio 2009 dalla fusione dei comuni di Billroda e Lossa.